# أحمد بن محمد البيع
أحمد بن محمد بن أحمد البيع هو عالم وفقيه مُسلم وأحد رواة الحديث تَتَلمَذ على يَد الشيخ غانم بن محمد بن عبد الواحد بن عبيد الله بن أحمد بن الفضل بن شهريار الأصبهاني المُلقب بالحافظ وروى عنه تلميذه أبو موسى محمد بن عمر بن أحمد بن عمر بن محمد المديني.